# Parafia św. Maksymiliana Marii Kolbego w Starym Bazanowie
Parafia św. Maksymiliana Kolbego w Starym Bazanowie – parafia rzymskokatolicka w Starym Bazanowie.
Parafia została erygowana w 1991. Kościół parafialny murowany, w stylu współczesnym, wybudowany w latach 1983-1986 staraniem ks. Mariana Piotrowskiego.
Parafia ma księgi metrykalne od 1991 i kronikę prowadzoną od 1983.
Terytorium parafii obejmuje: Brusów, Nowy Bazanów, Ogonów, Sierskowolę kolonię oraz Stary Bazanów.